# Etoro
Gli Etoros sono una tribù della Papua Nuova Guinea di circa 400 membri che vivono di caccia e agricoltura su piccola scala. Sono ben noti agli antropologi per il modo in cui la loro cultura incoraggia il comportamento omosessuale tra i ragazzi e gli uomini adulti. A partire dall'età di 12 anni circa, ogni ragazzo viene "inseminato" oralmente più o meno quotidianamente da un giovane che gli viene assegnato come compagno. Più tardi, durante l'adolescenza, il ragazzo viene formalmente iniziato a un evento che coinvolge diversi partner sessuali maschili, dopo il quale diventa un "inseminatore" piuttosto che un "inseminato". Alla fine, l'uomo più anziano spesso sposa la sorella dell'uomo più giovane.
Nella cultura Etoro, il comportamento sociale sminuisce il valore delle donne come madri e mogli. Gli uomini di Etoro ritardano il più possibile il matrimonio e, quando si sposano, sono più preoccupati dei vantaggi che possono trarre dal rafforzamento dei legami con i loro partner maschili. Gli etoro, infatti, pongono notevoli ostacoli al sesso eterosessuale. Marito e moglie, ad esempio, possono avere rapporti sessuali solo al di fuori della casa comune e solo in determinate circostanze che escludono circa due terzi dell'anno. Il tasso di natalità, come prevedibile, è piuttosto basso.
Per gli Etoros, lo sperma degli anziani contribuisce allo sviluppo dell'inseminato, poiché credono che gli uomini abbiano una quantità limitata di sperma, motivo per cui devono riceverlo dagli anziani e per cui viene stabilito un tempo in cui il sesso può avere luogo. Si dice anche che se un giovane si sviluppa molto rapidamente, significa che si sta nutrendo del seme dei suoi coetanei oltre che di quello dei suoi anziani, un comportamento proibito, e viene considerato un emarginato, così come una donna dipendente dal sesso.